# Benjamin Robert Haydon

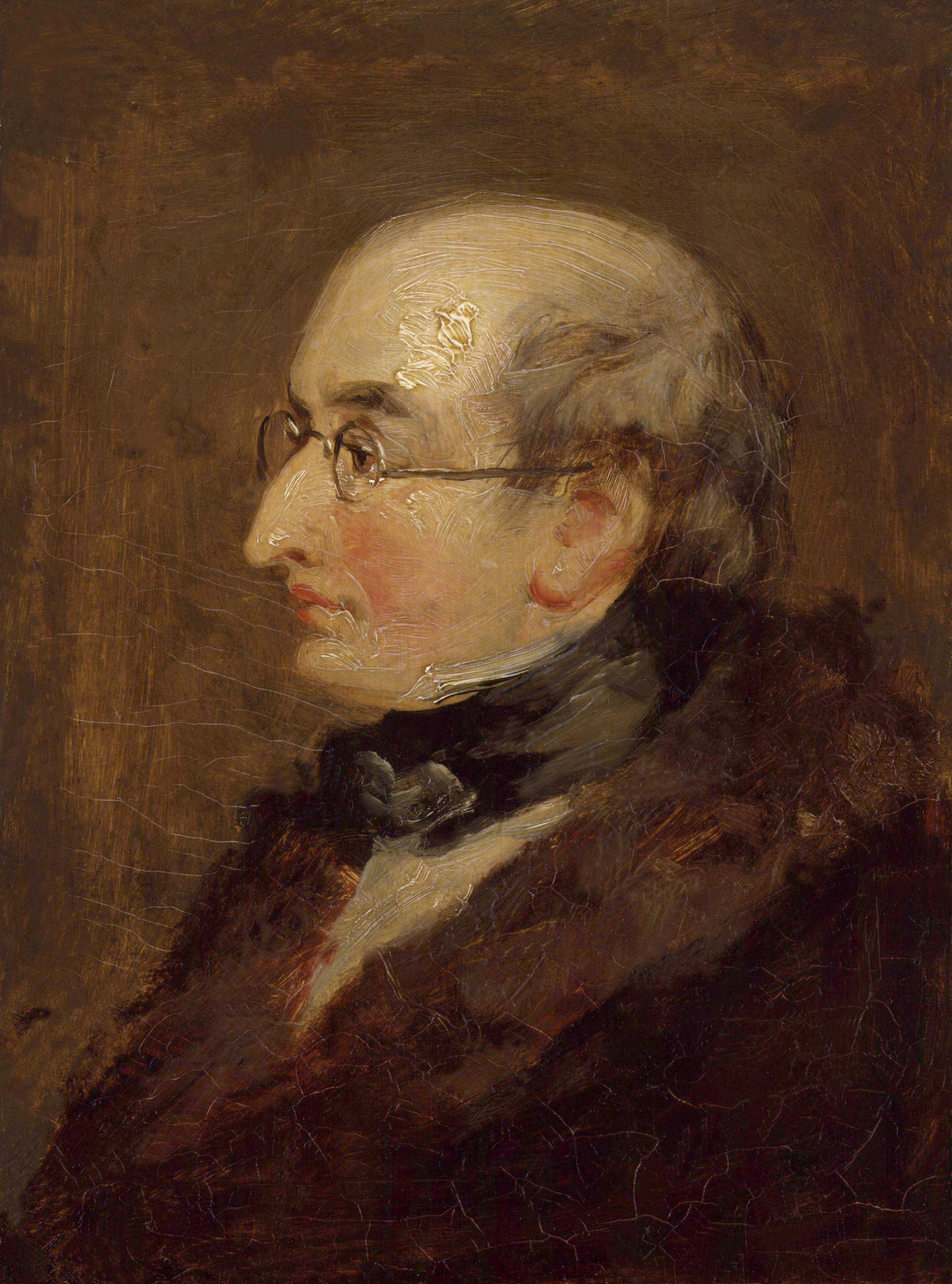
Benjamin Robert Haydon, självporträtt omkring 1845.

Benjamin Robert Haydon, född den 26 januari 1786 i Plymouth, död den 22 juni 1846 i London, var en engelsk målare.

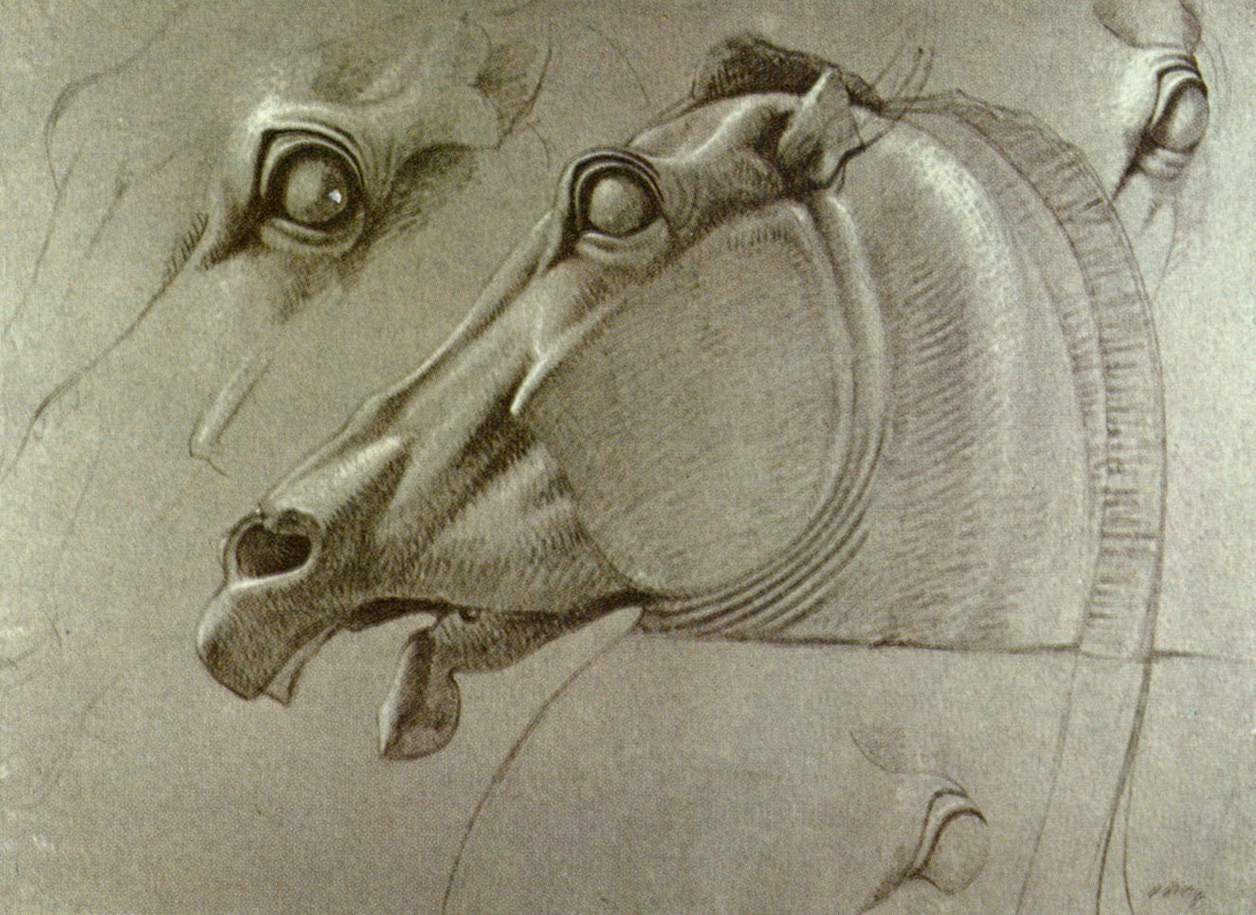
Huvudet av Selenes häst, 1809.

Haydon började 1804 sina studier i Royal Academy och fick 1810 ett första pris. Men sedan hade han omväxlande framgång med sina bilder. Med Salomos dom skaffade han sig publikens gunst. Under utförandet av mer eller mindre lyckade historiska tavlor kom han i ekonomiska svårigheter men medan han 1827 satt i bysättningshäktet, fick han uppslag till ett par satiriska genretavlor i William Hogarths stil, The mock election och The chairing of the members, vilka skaffade honom både ära och inkomster. Hans mest populära målning torde vara Londonscenen The new road med folkvimlet utanför "Punchs" redaktion (i Nationalgalleriet i London). Han begick självmord på grund av finansproblem. Haydons självbiografi och dagböcker utgavs 1853 av Tom Taylor.